# Humphrey (Arkansas)
Humphrey is een plaats (city) in de Amerikaanse staat Arkansas, en valt bestuurlijk gezien onder Arkansas County en Jefferson County.

## Demografie
Bij de volkstelling in 2000 werd het aantal inwoners vastgesteld op 806.
In 2006 is het aantal inwoners door het United States Census Bureau geschat op 781, een daling van 25 (-3,1%).

## Geografie
Volgens het United States Census Bureau beslaat de plaats een oppervlakte van
3,5 km², geheel bestaande uit land. Humphrey ligt op ongeveer 58 m boven zeeniveau.

## Plaatsen in de nabije omgeving
De onderstaande figuur toont nabijgelegen plaatsen in een straal van 24 km rond Humphrey.